# Melcombe Horsey
Melcombe Horsey – wieś w Anglii, w hrabstwie Dorset, w dystrykcie (unitary authority) Dorset. Leży 15 km na północ od miasta Dorchester i 174 km na południowy zachód od Londynu. W 2001 r. miejscowość liczyła 141 mieszkańców.